# David Vestal

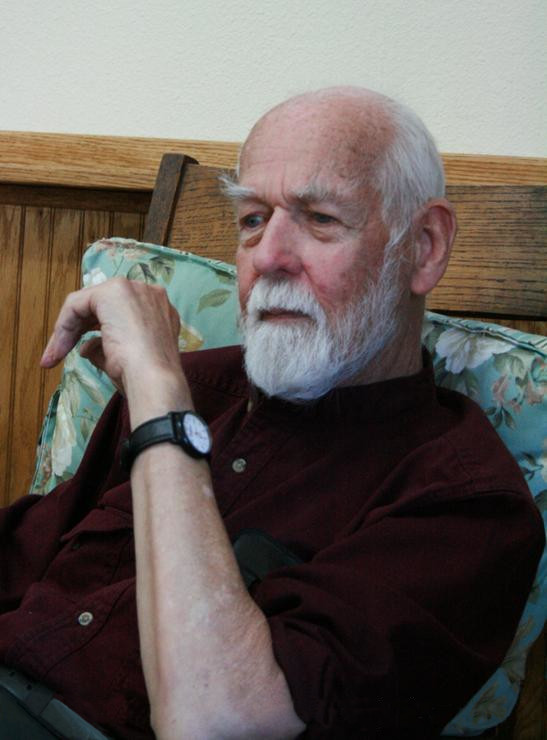
David Vestal, 2009

David Vestal (* 21. März 1924 in Menlo Park, Kalifornien; † 5. Dezember 2013 in Bethlehem, Connecticut) war ein US-amerikanischer Fotograf, Kritiker und Lehrer. Er war Mitglied der New Yorker Photo League. Die Photo League war eine 1936 in New York City gegründete Genossenschaft von Fotografen, die sich der Dokumentation des Lebens in den Arbeitervierteln widmete. Sie bot Fotokurse an, organisierte Ausstellungen und gab die Zeitschrift Photo Notes heraus. Bekannte Mitglieder waren Berenice Abbott, Weegee und Aaron Siskind. Aufgrund von Vorwürfen, die Liga sei eine kommunistische Organisation, wurde sie 1947 vom US-Justizministerium auf die Liste subversiver Organisationen gesetzt und löste sich 1951 auf.  

## Leben
David Vestal begann seine künstlerische Laufbahn als Maler und studierte am Art Institute of Chicago. Ende der 1940er Jahre wandte er sich der Fotografie zu und zog nach New York City, wo er die meisten seiner Straßen- und Stadtbilder aufnahm. Seine Arbeiten zeichnen sich durch stimmungsvolle und atmosphärische Darstellungen des städtischen Lebens aus, wie etwa einsame Figuren auf verschneiten Gehwegen oder nächtliche Szenen auf der George Washington Bridge.
In den 1950er Jahren begann David Vestal seine Fotografien auszustellen und war in acht Ausstellungen im Museum of Modern Art in New York vertreten. Seine Werke befinden sich in den Sammlungen renommierter Institutionen wie dem Museum of Modern Art, dem Metropolitan Museum of Art, dem Whitney Museum of American Art und dem Art Institute of Chicago. In den Jahren 1966 und 1973 erhielt er zwei Guggenheim-Stipendien.
Neben seiner fotografischen Tätigkeit war David Vestal ein engagierter Lehrer und unterrichtete an der Parsons School of Design, der School of Visual Arts und dem Pratt Institute. Er schrieb regelmäßig Kolumnen für Fachzeitschriften wie Photo Techniques und veröffentlichte mehrere Bücher, darunter The Craft of Photography (1975) und The Art of Black and White Enlargement (1984).

## Werk
David Vestal war bekannt für seine sensiblen Schwarz-Weiß-Fotografien, die das urbane Leben in New York City festhielten. Seine Arbeiten zeichnen sich durch eine meisterhafte Beherrschung von Licht und Schatten sowie eine tiefe Wertschätzung alltäglicher Szenen und Momente aus. Als Autor und Lehrer legte er großen Wert auf die handwerklichen Aspekte der Fotografie und gab sein Wissen großzügig weiter.